# Ole Schmidt (Architekt)

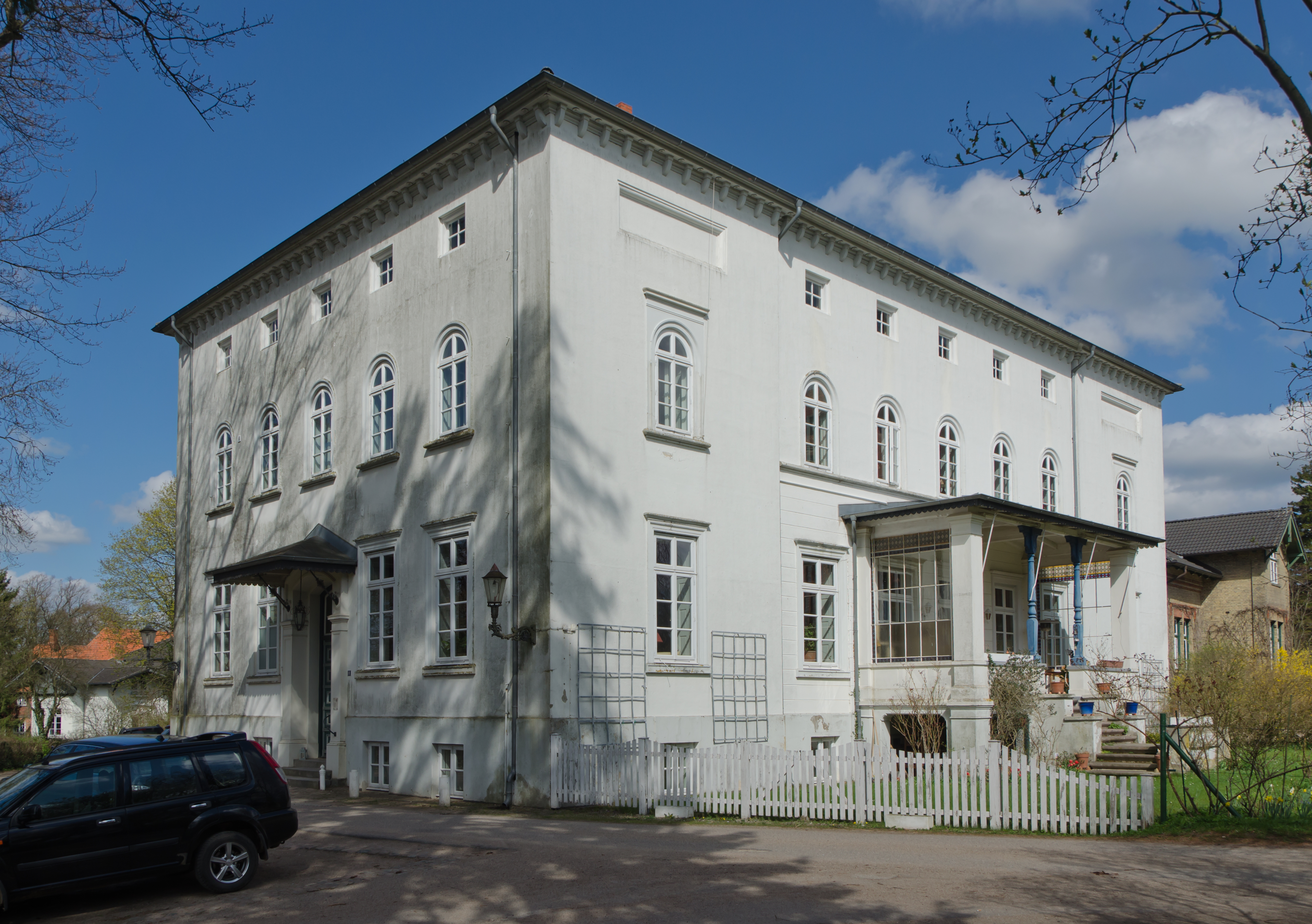
Probstenhaus in Preetz

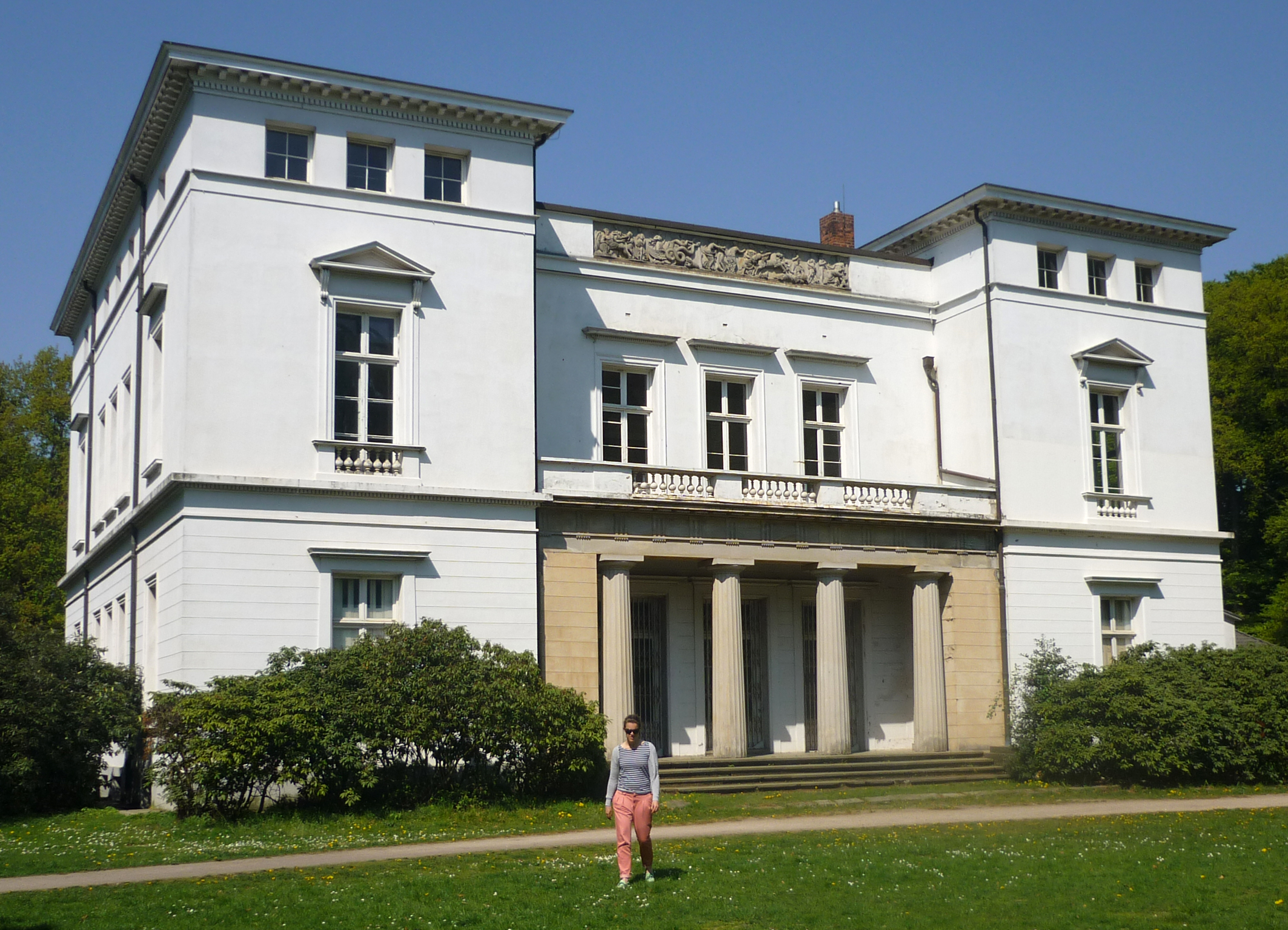
Katharinenhof (ursprünglich Baurs Landhaus) in Hamburg-Blankenese

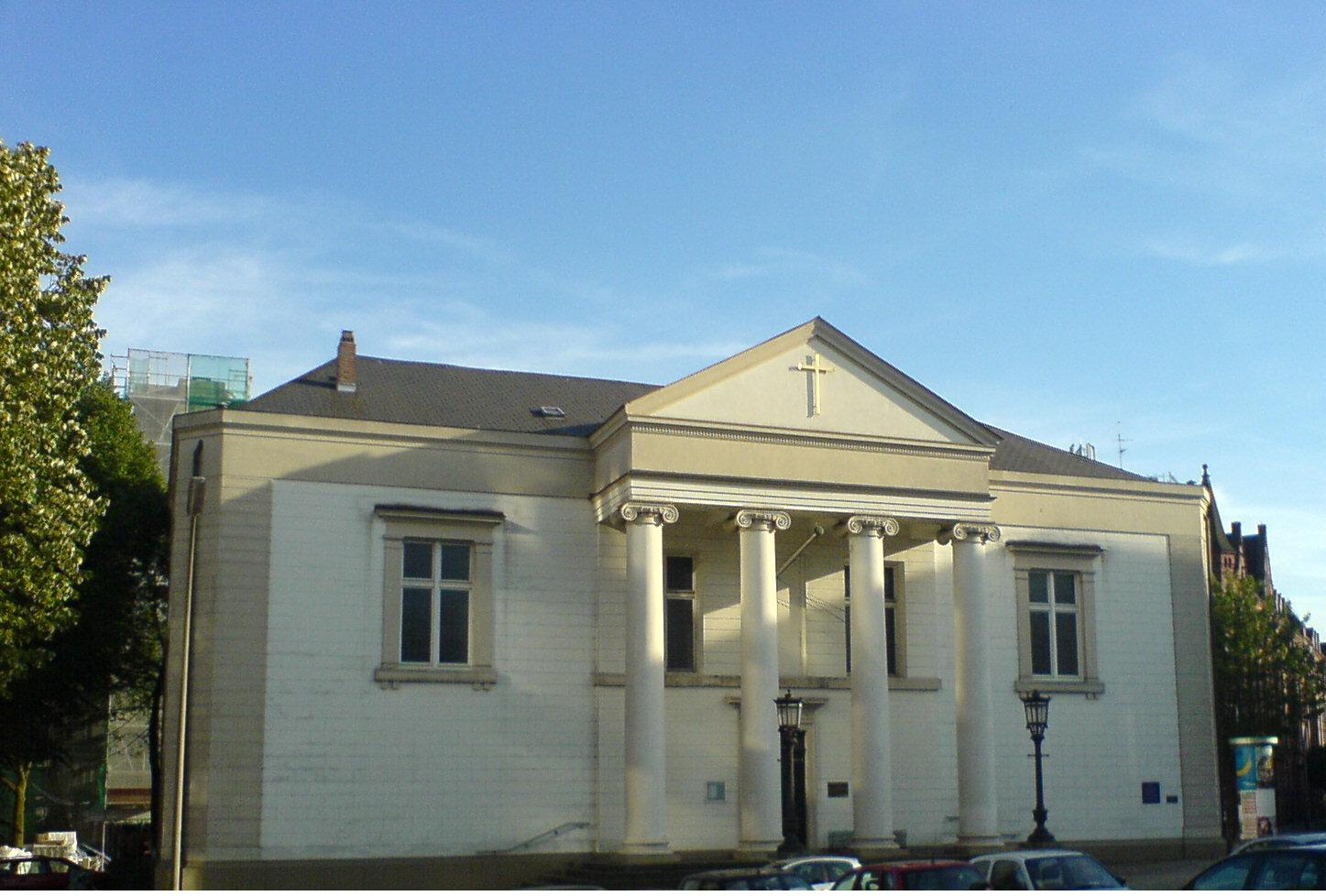
Die englische Kirche in Hamburg

Ole Jørgen Schmidt (* 10. Juli 1793 in Kopenhagen; † 27. Februar 1848 in Hamburg) war ein dänisch-deutscher Architekt, der dem Klassizismus zuzuordnen ist und der einige Bauten in Hamburg und Holstein schuf. Bei vielen dieser Aufträge arbeitete er mit Johann Matthias Hansen, dem Neffen von Christian Frederik Hansen, zusammen.

## Leben und Wirken
Ole Jørgen Schmidt wurde als Sohn des Schneidermeisters Friderich Schmidt und dessen Frau Laurence Sophie Kaas geboren. Am 22. November 1816 heiratete er Karen Kristine Starup (getauft 26. März 1797; † 29. April 1871 in Hamburg), eine Tochter des Schneiders Soren Starup. Ole Schmidt studierte seit 1810 Architektur an der Königlich Dänischen Kunstakademie, wo er auch als Schüler mit C. F. Hansen in Kontakt kam. Von 1818 bis 1824 war er Hilfslehrer an der Bauschule der Akademie.
Mit öffentlicher und privater finanzieller Unterstützung reiste er 1824 nach Italien, um seine Studien zu vertiefen. Die Dänische Kunstakademie versorgte er dabei stetig mit Fortschrittsberichten. In Rom war er Teil des Künstlerkreises um Bertel Thorvaldsen. Als seine finanziellen Mittel aufgebraucht waren, musste er auf Kosten der Akademie 1827 nach Kopenhagen zurückkehren.
Um weiter an der Kunstakademie studieren zu können, reichte er nach seiner Rückkehr von der Reise Arbeiten ein, mit denen er sich um die Große Goldmedaille bewarb, die ihm auch am 14. Januar 1828 verliehen wurde. Im Jahr 1834 schloss er sein Studium ab, erreichte jedoch keine feste Anstellung an der Akademie. Allerdings hatte er eine Beschäftigung in Altona gefunden. Dort bewarb er sich im Jahre 1836 erfolglos als möglicher Nachfolger von Friedrich Christian Heylmann für die Bauaufsicht über die amtlichen Gebäude in Holstein. Seine weitere Bewerbung 1840 wurde ebenfalls nicht berücksichtigt. Er verlegte seinen Wohnsitz nach Hamburg, wo er einige private Häuser und die Englische Kirche entwarf und baute. In Altona baute er unter anderem eine neue Synagoge. Als sein Hauptwerk gilt Baurs Landhaus in Blankenese, das er zusammen mit Matthias Hansen entwarf. Alle seine Bauten zeigen den starken Einfluss von C. F. Hansen sowie kleinere Einflüsse von Karl Friedrich Schinkels Werk. Als sein eigenständigstes Werk wird der nicht realisierte Entwurf für ein neues Börsengebäude in Hamburg angesehen, von dem heute noch ein gut erhaltenes Holzmodell existiert.
Im Jahre 1828 veröffentlichte er das erste und zweite Heft von Conturer til Frescomalerier i Herculanum og Pompeji und erhielt dafür öffentliche Förderung aus einem königlichen Fonds. Da sich jedoch nur eine geringe Anzahl von Lesern fand, wurde die Reihe nicht fortgesetzt.
Er starb am 27. Februar 1848 in Hamburg in recht einfachen Verhältnissen, da er ein Jahr zuvor Insolvenz anmelden musste und wurde auch in dieser Stadt begraben.

## Werke (Auswahl)
Bauwerke
- Umbau der Synagoge in Altona (1832, nicht mehr existent)
- Probstenhaus, Klosterhof 8 in Preetz (1828–29)
- G.F. Baurs Landhaus, heute als Landhaus Katharinenhof bezeichnet, am Mühlenberger Weg 33, Blankenese (1829–36)
- Projekt für einen Neubau der Hamburger Börse (1836, Modell im Museum für Hamburgische Geschichte)
- Englische Kirche am Zeughausmarkt in Hamburg (1836–38)

Veröffentlichungen
- Skizzer af Ornamenter og Arabesker … fra Pompeji, Herculanum og Stabiæ og Conturer af de antike Fresco-Malerier … i Pompeji, Herculanum og Stabiæ. 1828–1829.